# Hans Bay
Hans Bay (* 22. Juni 1913 in Dimboola, Victoria, Australien; † 30. Oktober 2009 in Calw) war ein deutscher Politiker (GVP, SPD, Die Linke).

## Leben und Beruf
Nach dem Schulbesuch absolvierte Bay eine Ausbildung zum Heilpraktiker und arbeitete anschließend in diesem Beruf. Seit Ende der 1930er Jahre wohnte er in Calw. Er nahm von 1939 bis 1945 als Soldat am Zweiten Weltkrieg teil und geriet zuletzt in sowjetische Gefangenschaft, aus der er 1948 entlassen wurde.

## Partei
Bay schloss sich 1953 der GVP an und wurde zum Kreisvorsitzenden der Partei gewählt. Nach der Selbstauflösung der GVP 1957 trat er in die SPD ein. Er hat sich auch jahrelang in der Friedensbewegung engagiert, mehrfach Ostermärsche eröffnet und scharf die angebliche deutsche Kriegspolitik kritisiert.
Im Januar 2005 trat er aus der SPD aus und im Mai 2005 zur WASG über. Als Gründe nannte er die Politik des Sozialabbaus der SPD, insbesondere die  Hartz-IV-Gesetze, die er nicht länger mittragen könnte. Zuletzt war Bay Ehrenmitglied der Partei „Die Linke“.

## Abgeordneter
Bay war seit 1956 Ratsmitglied der Stadt Calw und wurde später in den Kreistag des Kreises Calw gewählt. Dem Deutschen Bundestag gehörte er vom 20. Dezember 1960, als er für den verstorbenen Abgeordneten Friedrich Maier nachrückte, bis 1961 und erneut von 1969 bis 1972 an. In beiden Wahlperioden war er über die Landesliste der SPD Baden-Württemberg ins Parlament eingezogen.